# أبوكارانا
أبوكارانا هي بلدية في البرازيل، تتبع بارانا، بلغ عدد سكانها 120٬919  نسمة، في 2010، تبلغ مساحتها 558٫388 كيلومتر مربع، رمزها البريدي هو 86800.

## الموقع
تشترك في الحدود مع:
- أرابونغاس
- كامبريا، بارانا.

## أعلام
- أندرسون روبيرتو دا سيلفا لويز